# Сан Бернардино (Лука)
Сан Бернардино је насеље у Италији у округу Лука, региону Тоскана.
Према процени из 2011. у насељу је живело 27 становника. Насеље се налази на надморској висини од 276 м.